# Gabriele Guasco
Gabriele Guasco (... – Alessandria, 1411) è stato un nobile, politico e condottiero italiano.

## Biografia
Gabriele Guasco, appartenente al ramo dei Guasco signori di Alice, nasce verosimilmente nella seconda metà del Trecento e fu figlio di Ludovico, o Luchino, (fl. 1377-1397). Suo bisavolo è stato Uberto Guasco, politico e condottiero, dagli alessandrini ottenne, post mortem, il più prestigioso dei titoli al quale un cittadino potesse ambire, quello di Pater Patriæ.
Gabriele visse dunque tra la fine del XIV e l'inizio del XV secolo, periodo durante il quale Alessandria fu teatro di importanti eventi politici e militari, con i membri della famiglia Guasco che ebbero un ruolo di rilievo in questa tumultuosa fase storica. Le lotte tra guelfi e ghibellini erano all'ordine del giorno e anche la città si trovò divisa quando, nel 1402, morì a Melegnano Gian Galeazzo Visconti. Tutte le città della Lombardia colsero l'opportunità per cercare l'indipendenza, Alessandria era fra queste. Esplose un'intensa disputa tra le fazioni, da una parte quella ghibellina filo ducale sostenuta dalla famiglia Firrufini e guidata dal governatore Zanotto Visconti, dall'altra quella guelfa - schierata a favore di Carlo VI, re di Francia - sostenuta dalla famiglia Guasco e guidata da Gabriele.
Nel corso degli eventi, durante il conflitto, il comandante Guasco, supportato da trecento cavalieri, inizia a bombardare le mura della cittadella, dove si era rifugiato il governatore ducale Zanotto Visconti con il suo presidio, e a saccheggiare le case dei ghibellini. Tuttavia, i viscontei oppongono una strenua resistenza, e la loro unica speranza di costringerli alla resa sembra essere la fame. Questo piano è in parte vanificato, poiché i ghibellini del terziere di Bosco riescono a far introdurre segretamente una notevole quantità di farina. Nonostante questo stratagemma, verso la fine di settembre, gli assediati sono ormai disposti a negoziare una resa con il comandante Guasco. 
Nel 1403 su Alessandria sventola la bandiera di Francia e la città, tranne la cittadella ancora assediata, fu consegnata a Jean II Le Meingre, luogotenente di Carlo VI, meglio noto come Buccicaldo nelle cronache italiane. Il Guasco divenne «Gubernator, Capitaneus, Defensor Status Civitatis Alexandriæ et districtus». 
La situazione subisce una svolta improvvisa quando, il 21 settembre, il condottiero Facino Cane, accompagnato da seicento cavalieri, raggiunge Alessandria, chiamato da Caterina Visconti, duchessa consorte. Facino riesce ad entrare nella cittadella e avvia un contrattacco, mentre i guelfi non sono in grado di opporsi efficacemente; dopo tre giorni il comandante Guasco è costretto, quindi, a rifugiarsi entro le mura di Bergoglio, mentre i Trotti e i del Pozzo cercano riparo a Castellazzo e Oviglio.
La città di Alessandria viene saccheggiata per otto giorni con Facino che reprime con violenza ogni resistenza, ma i Guasco, dentro il loro quartiere di Bergoglio rimasero un problema per la normalizzazione che il Cane cercava di imporre. Il bottino risultante dal saccheggio della città viene venduto a mercanti provenienti da Pavia, Casale e Valenza, i quali lo trasportano lungo il Tanaro, ingrossato dalle piogge. Facino ordina la riesumazione delle reliquie di Sant'Evasio, patrono di Casale, e dei santi Natale e Proietto, conservate nella cattedrale di San Pietro di Alessandria, portandole dapprima a Borgo San Martino e, successivamente, solennemente traslate al Duomo di Casale. Viene inoltre sottratto il grande crocifisso del XII secolo, anch'esso conservato nella cattedrale di Alessandria.
Dentro il borgo la situazione era particolarmente tesa, ma il fiume Tanaro sembrava proteggerli dall'accerchiamento nemico, garantendo almeno un fronte sicuro. Facino Cane era sì un tiranno feroce, ma anche un abile stratega militare e conosceva bene l'arte della guerra. Nel 1404, dopo aver conquistato Piacenza, tornò ad Alessandria e attaccò il castello di San Giorgio, nei pressi di Quargnento, dove Viviano Guasco (*? †1411), figlio di Oddo e cugino di Gabriele, si era rifugiato. Il Cane tradì Viviano, che si era arreso sotto l'accordo di risparmiare la sua famiglia, lo fece prigioniero e lo condusse in catene ad Alessandria. Distrusse anche un altro castello dei Guasco, quello di Sant'Antonino posto su una rocca a circa quattro miglia da Valenza. Si concentrò poi su Bergoglio, ancora difeso dal comandante Guasco, che subì la stessa sorte di Alessandria. Le mura furono bombardate, il borgo interamente accerchiato, grazie alle navi risalite dal Tanaro. Una settimana dopo, Gabriele Guasco si arrese, chiedendo che i bergogliesi fossero risparmiati e che chi l'avesse desiderato avrebbe potuto lasciare il borgo portando con sé i propri averi. Facino accettò le condizioni, Gabriele e la sua famiglia si ritirarono prima ad Asti e poi in Francia. Poco dopo mise Bergoglio a ferro e fuoco, imponendo anche una pesante multa di 22.000 fiorini d'oro. Pietro Corte, incaricato di riscuotere la multa e successivamente accusato di infedeltà nella riscossione, subisce la decapitazione.
Facino Cane era, de facto, il domino di Alessandria e la sua vittoria fu grandemente festeggiata a Milano. Caterina Visconti con suo figlio Giovanni Maria, duca di Milano, il 28 ottobre, in pegno di riconoscenza, concedono a Facino l'usufrutto di Valenza con il suo castello, il castello di Monte Valenza, Montecastello con il suo castello e Breme, come compensazione per gli stipendi arretrati dovuti a lui e ai suoi uomini.
L'anno successivo, nel 1405, il maresciallo Boucicaut, alleato del conte di Savoia, desiderando garantire al re di Francia il possesso della terra di Castellazzo, ingaggiò Gabriele, insieme a un contingente di 370 uomini a cavallo, al costo di 3360 lire, per partecipare alla lotta contro Genova, Facino Cane e il marchese di Monferrato. Inoltre, nominò Gabriele governatore di Castellazzo, con il compito di difendere la terra dagli assalti di Facino Cane (fonte: Cognasso).
Nel 1411, Gabriele tentò, col fratello Cristoforo (*? †1411), un'imboscata presso San Salvatore ma la trama fu scoperta da Cristoforo Guttuario, generale del duca Giovanni Maria Visconti, e finirono prigionieri. Facino Cane si prodigò molto per ottenere i prigionieri che considerava, in quanto Guasco, nemici capitali. In un atto di inaudita barbarie, Gabriele Guasco, suo fratello Cristoforo e i figli di Gabriele, Viviano (*? †1411) e Francesco (*? †1411), furono tutti decapitati.
Termina, così, l'esistenza di Gabriele Guasco, vissuto in uno dei periodi tra i più oscuri della storia di Alessandria.

## Matrimonio e discendenza
Nulla si conosce della sposa di Gabriele, il quale ebbe discendenza:
- Viviano (*? †1411). Bersagliato da Facino Cane, nel 1411 andò a rinchiudersi nel suo castello di San Giorgio a quattro chilometri da Alessandria in direzione di Quargnento. Catturato dal Cane fu decapitato e il castello distrutto;
- Francesco (*? †1411). Subì una sorte comune al fratello e al padre con il quale, come si è scritto, tentò un'imboscata. Cercò anche riparo presso il castello di Sant'Antonino, anche quello feudo dei Guasco, situato sulla sommità di un colle che domina la valle d'Arbio, in seguito valle San Bartolomeo a pochi chilometri da Alessandria. Francesco venne catturato insieme al padre e decapitato, e il castello di Sant'Antonino dato alle fiamme;
- Imelda (*1384 †1408). Così la descrive, nelle sue Tavole Genealogiche, Francesco Guasco di Bisio, (tav. IV): «Giovane di buona indole, di statura più che mediocre, bionda e di abbondante capigliatura, fronte alta, occhi celesti soavemente adombrati da lunghe ciglia. Il suo volto atteggiato al sorriso spirava modestia e candidezza dell'animo suo.». L'8 settembre del 1402, Imelda, già orfana della madre e accompagnata da due donne, si dirigeva lungo la via del Cacio di Alessandria, in seguito nota come via dei Sarti e poi ancora via Migliara, verso Bergoglio, dove si trovava la casa dei suoi familiari. Lungo il cammino vide avvicinarsi un gruppo di giovani che correvano e gridavano. Erano membri della famiglia dei Firuffni che stavano litigando con un'altra famiglia, quella dei Merlani. La giovane si spaventò e, retrocedendo, un guerriero si avvicinò a lei, ponendo la mano sull'elsa della spada e le disse di non temere. Questo guerriero era Domenico Trotti. Da quel momento, i due giovani si amarono e, con il consenso dei loro genitori, si fidanzarono. Mentre erano felicemente promessi sposi, e durante gli sconvolgimenti di cui si è trattato nella biografia di Gabriele Guasco, Domenico Trotti si unì alla causa guelfa per abbattere la fazione ghibellina. Imelda si rifugiò, su ordine del padre, insieme al fratello Viviano nel Castello di San Giorgio. Vedendo che le cose stavano peggiorando per i guelfi e temendo per la sua fidanzata, Trotti escogitò un piano e ottenne da Facino Cane il permesso di assediare il castello di San Giorgio, con il diritto di essere il primo ad entrare. Appena entrato, Trotti prese Imelda e la portò svenuta a casa sua, consegnandola alla madre. Quando Imelda riprese conoscenza e venne a sapere dove si trovava, dichiarò che non avrebbe potuto sposare Domenico, nonostante lo amasse, poiché aveva deciso di consacrarsi a Dio: suo padre non voleva che sposasse un traditore. Anche se Domenico cercò di spiegare che si trattò solo di uno stratagemma per salvarla, il padre fu inflessibile. Il giorno successivo, Imelda, scortata da quattro ancelle e alcuni servitori, si recò ad Asti per prendere i voti di suora a Santa Catterina, assumendo il nome di Suor Margherita della Carità. Erano trascorsi appena quattro anni da quando Domenico Trotti, desolato, si era ritirato nel suo castello di San Leonardo, vicino ad Alessandria, quando Giuseppe da Santa Brigida, frate cappuccino, si presentò a lui consegnandogli un amuleto da parte di suor Margherita morta pochi giorni prima. Domenico lo riconobbe subito per quello che le aveva donato tempo addietro. Due giorni dopo abbandò per sempre la sua casa e si rinchiuse, lontano da Alessandria, in un convento di religiosi[6].

## Ascendenza
|                      |   |              | Genitori          |  |  | Nonni |  |  | Bisnonni           |  |  | Trisnonni           |  |
|                      |   |              |                   |  |  |       |  |  | Uberto [II] Guasco |  |  | Ruffino [II] Guasco |  |
|                      |   |              |                   |  |  |       |  |  | Uberto [II] Guasco |  |  | Ruffino [II] Guasco |  |
|                      |   | -            |                   |  |  |       |  |  | Uberto [II] Guasco |  |  |                     |  |
| Giovanni [II] Guasco |   |              |                   |  |  |       |  |  | Uberto [II] Guasco |  |  |                     |  |
|                      |   | -            | -                 |  |  |       |  |  |                    |  |  |                     |  |
|                      |   | -            | -                 |  |  |       |  |  |                    |  |  |                     |  |
|                      |   | -            | -                 |  |  |       |  |  |                    |  |  |                     |  |
| Ludovico Guasco      |   | -            |                   |  |  |       |  |  |                    |  |  |                     |  |
|                      |   | Ingo Spinola | Lanfranco Spinola |  |  |       |  |  |                    |  |  |                     |  |
|                      |   | Ingo Spinola | Lanfranco Spinola |  |  |       |  |  |                    |  |  |                     |  |
|                      |   | Ingo Spinola | Sibilla Zaccaria  |  |  |       |  |  |                    |  |  |                     |  |
| Angela Spinola       |   | Ingo Spinola |                   |  |  |       |  |  |                    |  |  |                     |  |
|                      |   | -            | -                 |  |  |       |  |  |                    |  |  |                     |  |
|                      |   | -            | -                 |  |  |       |  |  |                    |  |  |                     |  |
|                      |   | -            | -                 |  |  |       |  |  |                    |  |  |                     |  |
| Gabriele Guasco      |   | -            |                   |  |  |       |  |  |                    |  |  |                     |  |
|                      | - | -            |                   |  |  |       |  |  |                    |  |  |                     |  |
|                      | - | -            |                   |  |  |       |  |  |                    |  |  |                     |  |
|                      | - | -            |                   |  |  |       |  |  |                    |  |  |                     |  |
| -                    | - |              |                   |  |  |       |  |  |                    |  |  |                     |  |
|                      |   | -            | -                 |  |  |       |  |  |                    |  |  |                     |  |
|                      |   | -            | -                 |  |  |       |  |  |                    |  |  |                     |  |
|                      |   | -            | -                 |  |  |       |  |  |                    |  |  |                     |  |
| -                    |   | -            |                   |  |  |       |  |  |                    |  |  |                     |  |
|                      |   | -            | -                 |  |  |       |  |  |                    |  |  |                     |  |
|                      |   | -            | -                 |  |  |       |  |  |                    |  |  |                     |  |
|                      |   | -            | -                 |  |  |       |  |  |                    |  |  |                     |  |
| -                    |   | -            |                   |  |  |       |  |  |                    |  |  |                     |  |
|                      |   | -            | -                 |  |  |       |  |  |                    |  |  |                     |  |
|                      |   | -            | -                 |  |  |       |  |  |                    |  |  |                     |  |
|                      |   | -            | -                 |  |  |       |  |  |                    |  |  |                     |  |
|                      |   | -            |                   |  |  |       |  |  |                    |  |  |                     |  |

### Esplicative
1. ↑  Podestà della Valtellina nel 1377 ed ambasciatore presso Gian Galeazzo Visconti nel 1397.
2. ↑  Fino agli inizi del XVIII secolo la cittadella militare di Alessandria si trovava nella parte orientale della città, nel quartiere di Marengo. Nel 1728 si iniziò invece la costruzione della nuova cittadella militare a spese del quartiere di Bergoglio che fu interamente demolito.
3. ↑  Le reliquie, unitamente ad altri oggetti tra cui un galletto segnavento ancora presente sulla sommità del palazzo del municipio di Alessandria, erano state trafugate nel 1215 dagli alessandrini.

### Bibliografiche
1. 1 2  Storia di Alessandria IV, p. 398.
2. ↑  Francesco Guasco di Bisio, tav. IV.
3. 1 2 3  Pierluigi Piano, p. 18.
4. ↑  Maestri, Piano, p. 33, 34.
5. ↑  Luigi De Bartolomeis, p. 406.
6. ↑  Annibale Civalieri.

### Storica, annalistica, trattatistica
- Luigi De Bartolomeis (a cura di), Notizie topografiche e statistiche sugli Stati Sardi, volume quarto, libro secondo, parte prima, Torino, Tipografia Chirio e Mina, 1847.
- Carlo A-Valle, Storia di Alessandria dall'origine ai nostri giorni, vol. 4, Torino, Tipografia fratelli Falletti, 1855.
- Pietro Civalieri, Imelda Guasco. Episodio di Storia Alessandrina, manoscritto messo in stampa dal figlio, Annibale Civalieri, Torino, Tipografia Bona, 1903.
- Roberto Maestri e Pierluigi Piano (a cura di), Facino Cane. Sagacia e astuzia nei travagli d’Italia tra fine Trecento e inizio Quattrocento, in Studi sui Paleologi del Monferrato, collana "Atti sul Monferrato", n. 12, Casale Monferrato, Circolo Culturale "I Marchesi del Monferrato", ISBN 978-88-97103-07-3.
- Pierluigi Piano (a cura di), Facino Cane 1412 - 2012. Condottiero Italiano (PDF), Casale Monferrato, Circolo Culturale "I Marchesi del Monferrato".

### Genealogica, araldica
- Francesco Guasco di Bisio, Famiglia Guasco di Alessandria, in Tavole genealogiche di famiglie nobili alessandrine e monferrine dal secolo IX al XX, vol. 1, Casale, Tipografia Cooperativa Bellatore, Bosco & C., 1924.

### Biografica
- David Abraham Bueno de Mesquita, Facino Cane, in Dizionario biografico degli italiani, vol. 17, Roma, Istituto dell'Enciclopedia Italiana, 1974.